# Sèvre Nantaise
Ne doit pas être confondu avec Sèvre Niortaise.
La Sèvre Nantaise est une rivière de l'Ouest de la France, dans quatre départements, des Deux-Sèvres, de Maine-et-Loire, de la Vendée, de la Loire-Atlantique, dans les deux régions Pays de la Loire et Nouvelle-Aquitaine, et est le dernier affluent d'importance de la Loire avant l'embouchure de cette dernière.

## Géographie
La Sèvre Nantaise prend sa source à 215 m d'altitude sur le plateau de la région naturelle Gâtine poitevine, qui inclut donc en partie le Bocage bressuirais et le Val-de-Gâtine, où se trouve la source, qui est constituée de plusieurs bras. L'un part du village des Gâs au sud de la commune de Neuvy-Bouin et un autre du nord de la commune du Beugnon, tous les deux dans les Deux-Sèvres. Elle traverse ensuite les départements de la Vendée, de Maine-et-Loire et de la Loire-Atlantique selon une direction nord-ouest, avant de se jeter dans la Loire à Nantes (quartier Nantes Sud) et à Rezé dont elle délimite les deux communes.
Autrefois, la Sèvre Nantaise avait une partie de ses eaux qui s'écoulait vers le bras méridional de la Loire, dénommé le Seil. Ce bras de la Loire débutait au niveau  de la confluence de la Sèvre Nantaise et de la Loire. Le Seil formait une boire qui s'écoulait vers l'aval et rejoignait le bras principal de la Loire à la hauteur du village de Trentemoult. L'ancien port fluvial gallo-romain de la cité pictonne de Ratiatum était situé sur la rive sud du Seil.

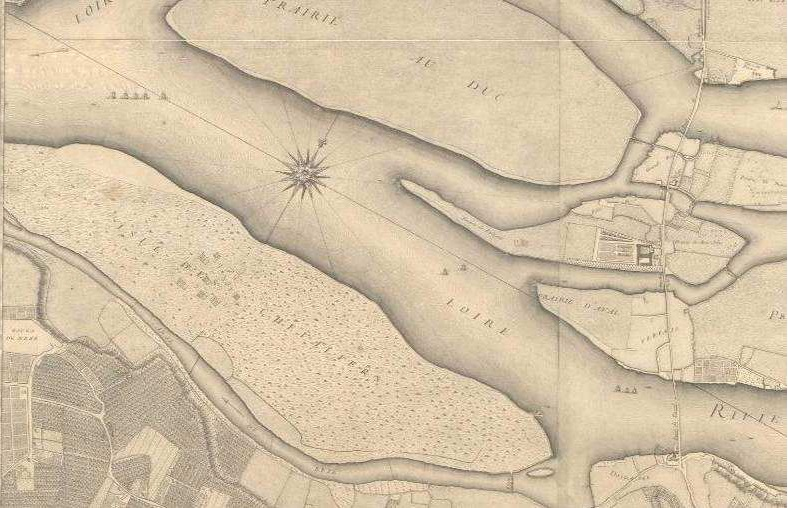
La confluence entre la Loire, la Sèvre Nantaise et le Seil au XVIIIe siècle.
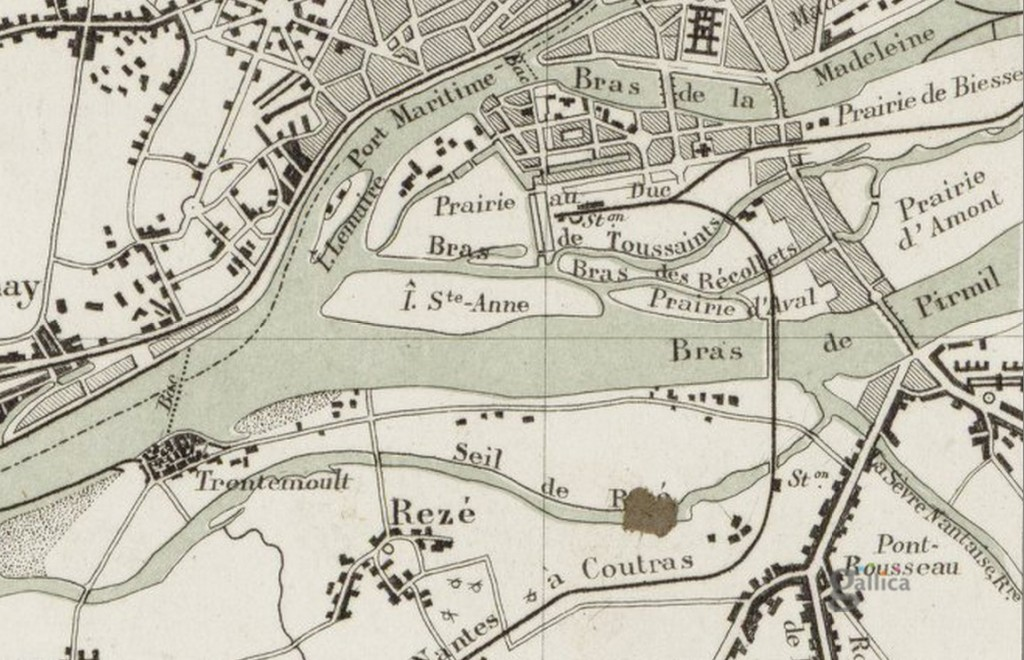
Le Seil, la Loire et Trentemoult en 1883.

## Tourisme
De 141,8 km de longueur, la rivière serpente calmement pour traverser des paysages verdoyants, fréquentée par les pêcheurs, les plaisanciers et la faune locale. On y trouve une multitude de moulins à eau, 143, qui ont profité pendant des siècles du débit de la Sèvre Nantaise.
Certains sites sont particulièrement touristiques, notamment l'ancienne « Chaussée des Moines » à Vertou, l'environnement du château de Clisson et du domaine de la Garenne Lemot surplombant la rivière, les abords du château de Tiffauges (parfois appelé « château de Barbe bleue » surnom de Gilles de Rais, de son plus célèbre résident) et le site de Poupet sur la commune de Saint-Malô-du-Bois (accueillant chaque été un festival de musique en plein air).

## Navigation
La Sèvre nantaise est navigable du pont de Monnières (Port Domino) au confluent avec la Loire, soit 21 km. Le gabarit maximum des bateaux est de 5,50 × 31,50 m. Il y a deux ouvrages à franchir, le barrage de Pont-Rousseau et l'écluse de Vertou. Construit en 1995 en remplacement du barrage de 1909 emporté par la crue en 1962, le barrage de Pont Rousseau permet de maintenir un niveau d’eau plus ou moins constant en amont, pour limiter l'effet des marées ; il est franchissable à marée haute. Une écluse a été construite à Vertou en 1750 pour permettre le franchissement de la chaussée des Moines, elle a été refaite au XIXe siècle. En amont de Monnières, les kayaks et autres petites embarcations peuvent naviguer.
Aux XVIIIe et XIXe siècles, des projets furent établis, pour rendre la Sèvre navigable jusqu'à Clisson, en construisant de nouvelles écluses, voire en amont dans le cadre d'un projet de liaison Nantes-Niort avec un canal de jonction entre Sèvre nantaise et Sèvre Niortaise. En raison des nombreux moulins, des hauts-fonds rocheux puis de la concurrence du chemin de fer, ce projet n'a pas abouti.
La Sèvre a permis de transporter vin et sable vers l'aval, céréales, chaux, bois et pierre vers l'amont. Un service de bateaux a permis de transporter des passagers de 1899 à 1960. De nos jours, il n'y a plus qu'une navigation de plaisance.
Son affluent la Maine est, quant à lui, navigable sur 6 km jusqu’à Pont-Caffino à Château-Thébaud. Une écluse aujourd'hui abandonnée permettait autrefois de naviguer plus en amont.

## Hydronymie
Le nom de la Sèvre Nantaise est tiré de la racine préceltique Sab, Sal ou Salm désignant un élément liquide, suc, jus, sève, que l'on retrouve dans toute l'Europe, et du suffixe atone ara, également préceltique.
La première apparition du nom dans un texte date de 1085, sous la forme Sevria. On trouve encore la forme Separa en 1189,.

## Principaux affluents
- l'Ouin
- la Moine
- la Crûme
- la Sanguèze
- la Maine (ne pas confondre avec l'affluent de la Loire du même nom)

## Parcours de la Sèvre Nantaise
Départements traversés :
- Deux-Sèvres
- Vendée
- Maine-et-Loire
- Loire-Atlantique

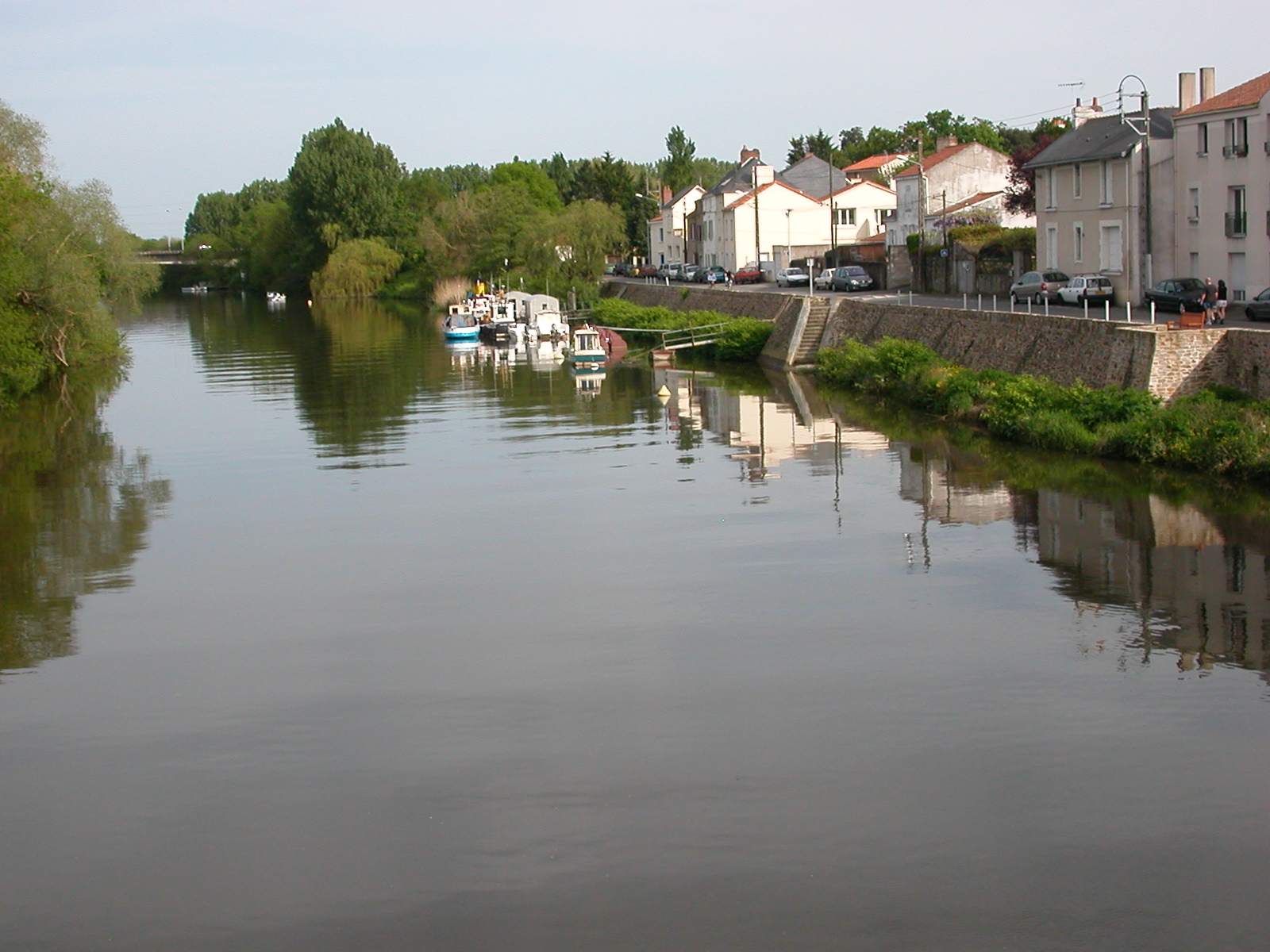
La Sèvre à Port Morinière à Rezé.

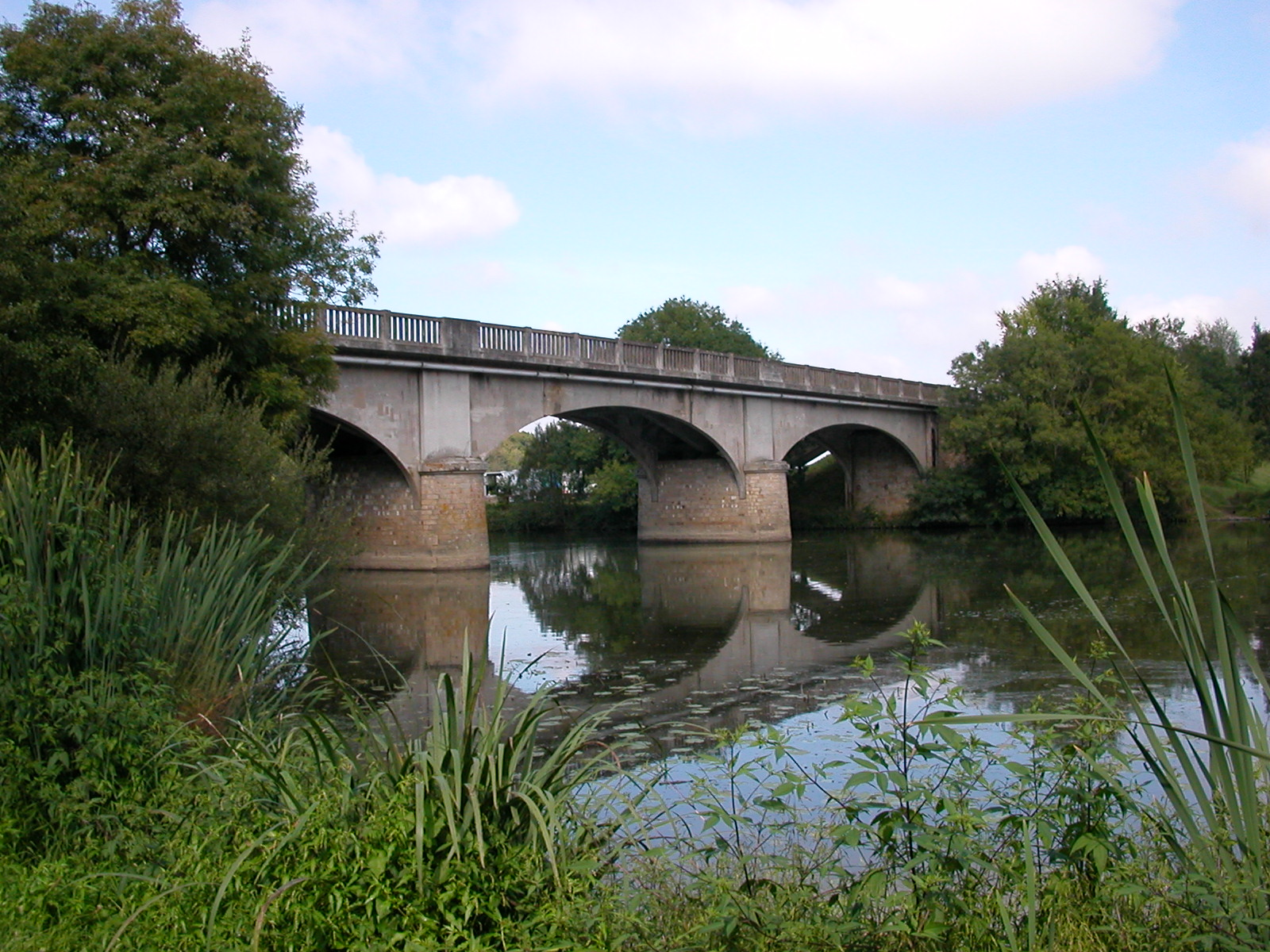
La Sèvre et le pont du Portillon à Vertou.

Communes traversées (de la source à l'embouchure) :
- Neuvy-Bouin (Deux-Sèvres),
- Beugnon-Thireuil (Deux-Sèvres),
- Vernoux-en-Gâtine (Deux-Sèvres),
- L'Absie (Deux-Sèvres),
- Largeasse (Deux-Sèvres),
- Moncoutant-sur-Sèvre (Deux-Sèvres),
- La Forêt-sur-Sèvre (Deux-Sèvres),
- Saint-André-sur-Sèvre (Deux-Sèvres),
- Cerizay (Deux-Sèvres),
- Saint-Mesmin (Vendée),
- Montravers (Deux-Sèvres),
- Saint-Amand-sur-Sèvre (Deux-Sèvres),
- Sèvremont (Vendée),
- Les Épesses (Vendée),
- Treize-Vents (Vendée),
- Mallièvre (Vendée),
- Saint-Malô-du-Bois (Vendée),
- Mauléon (Deux-Sèvres),
- Saint-Laurent-sur-Sèvre (Vendée),
- Mortagne-sur-Sèvre (Vendée),
- Chanverrie (Vendée),
- Saint-Aubin-des-Ormeaux (Vendée),
- Sèvremoine (Maine-et-Loire),
- Tiffauges (Vendée),
- Boussay (Loire-Atlantique),
- Cugand (Vendée),
- Gétigné (Loire-Atlantique),
- Clisson (Loire-Atlantique),
- Gorges (Loire-Atlantique),
- Monnières (Loire-Atlantique),
- Le Pallet (Loire-Atlantique),
- Maisdon-sur-Sèvre (Loire-Atlantique),
- La Haie-Fouassière (Loire-Atlantique),
- Saint-Fiacre-sur-Maine (Loire-Atlantique),
- Vertou (Loire-Atlantique),
- Rezé (Loire-Atlantique),
- Nantes (Loire-Atlantique).

## Hydrologie
La Sèvre Nantaise s'écoule selon une pente assez forte (210 m de dénivelé sur 136 km de parcours) et son bassin est assez réduit et homogène. Son débit dépend donc beaucoup des précipitations, qui se répercutent rapidement sur le cours d'eau.
La Sèvre Nantaise est une rivière abondante, comme la plupart des cours d'eau proches du golfe de Gascogne.

### La Sèvre Nantaise à Nantes
Son débit a été observé sur une période de 15 ans (1994-2008), à Nantes, ville où se situe son confluent avec la Loire. Le bassin versant de la rivière est de 2 360 km2.
Le débit moyen inter-annuel ou module de la rivière à Nantes est de 24,7 m3/s.
La Sèvre Nantaise présente des fluctuations saisonnières de débit fort marquées, avec des hautes eaux de fin d'automne-hiver portant le débit mensuel moyen à un niveau situé entre 31 et 68 m3/s, de novembre à mars inclus (avec un maximum en janvier), et des basses eaux de fin d'été-début d'automne, allant de début août à octobre inclus, amenant une baisse du débit moyen mensuel jusqu'à 2,73 m3/s au mois d'août, ce qui est très bas. Et les fluctuations de débit peuvent être encore bien plus considérables sur des périodes plus courtes.

### Étiage ou basses eaux
À l'étiage le VCN3 peut chuter jusqu'à 0,27 m3/s, en cas de période quinquennale sèche, soit seulement 270 litres/s, ce qui est très sévère.

### Crues
Les crues peuvent être fort importantes, caractéristique partagée par la plupart des affluents de la Loire. Les QJX 2 et QJX 5 valent respectivement 280 et 460 m3/s. Le QJX 10 est de 570 m3/s, le QJX 20 de 680 m3/s, tandis que le QJX 50 n'a pas été calculé étant donné l'insuffisance de la période d'observation.
Le débit journalier maximal enregistré à Nantes durant cette période, a été de 604 m3/s le 22 janvier 1995. En comparant cette valeur à l'échelle des QJX de la rivière, on constate que cette crue était à peine supérieure au débit calculé de crue décennale, et donc nullement exceptionnelle.
Il est intéressant de comparer ces débits de crue de la Sèvre Nantaise à ceux de deux affluents importants de la Seine en amont de Paris, la Marne et l'Yonne tous deux en fin de parcours,. Alors que le QJ 10 de la Sèvre se monte à 590 m3/s, celui de la Marne aux portes de Paris vaut 510 m3/s, tandis que celui de l'Yonne à son débouché est de 700 m3/s. Ainsi, les crues de la relativement modeste Sèvre Nantaise l'emportent sur celles de la Marne, et se rapprochent des débits parfois redoutés de l'Yonne.

### Lame d'eau et débit spécifique
Au total, la Sèvre Nantaise est une rivière abondante. La lame d'eau écoulée dans son bassin versant est de 336 mm annuellement, ce qui est un peu supérieur à la moyenne d'ensemble de la France tous bassins confondus, mais surtout nettement plus élevé que la moyenne du bassin de la Loire (244 mm). Le débit spécifique de la rivière (ou Qsp) atteint 10,6 litres par seconde et par kilomètre carré de bassin.